# Niedersächsischer Landkreistag
Der Niedersächsische Landkreistag (NLT) ist die Vereinigung der 36 niedersächsischen Landkreise sowie der Region Hannover. Der Verein vertritt als kommunaler Spitzenverband die Belange seiner Mitglieder gegenüber dem Niedersächsischen Landtag und der Niedersächsischen Landesregierung. Sein Sitz ist in der Landeshauptstadt Hannover. Die Gründung erfolgte 1946.

## Zweck
Der Zweck ist laut Satzung,
- die gemeinsamen Interessen der Mitglieder zu vertreten,
- den Selbstverwaltungsgedanken zu pflegen und für die Wahrung der verfassungsmäßigen Rechte seiner Mitglieder einzutreten,
- den Erfahrungsaustausch unter den Landkreisen zu pflegen,
- Fragen der Organisation und der Wirtschaftlichkeit der Verwaltung zu behandeln,
- das Verständnis der Öffentlichkeit für die Aufgaben und Einrichtungen der Landkreise zu fördern,
- die zuständigen Stellen bei der Vorbereitung und Durchführung von Gesetzen, Verordnungen und Erlassen, soweit sie die Belange der Mitglieder berühren, zu beraten (Artikel 71 Abs. 4 der Landesverfassung) und
- die Mitglieder in Einzelfragen zu beraten.[3]

## Verbandszeitschrift
Seit 1978 werden die „NLT-Information“ herausgegeben. Es erscheinen jährlich fünf bis sechs Ausgaben, welche relevante politische Informationen aus den niedersächsischen Landkreisen und der Region Hannover enthalten.

## Präsidium und Geschäftsführung

### Präsident
- Marco Prietz[4] (seit 1. Oktober 2024, zuvor Vizepräsident)

### Vizepräsident
- Sven Ambrosy (seit 1. Oktober 2024, zuvor Präsident)

### Hauptgeschäftsführer
- Hubert Meyer (seit 2006)